# Domaining
Le domaining est l'activité qui consiste à étudier, rechercher, créer, acheter ou revendre des noms de domaine. Le mot vient de l'anglais par l'ajout du suffixe « ing » au terme domain, qui en anglais signifie communément nom de domaine. Une traduction française littérale donnerait « domainage ».
Le domaining est une activité commerciale florissante dans le monde anglophone mais beaucoup moins en francophonie, où les entreprises et les individus semblent moins conscients de la valeur intrisèque d'un nom de domaine de qualité, via sa brandabilité, sa mémorabilité, son exclusivité ou ses potentialités. Le marché des adresses web francophones reste ainsi très limité comparé au marché anglophone ou même germanophone. 
De très nombreux blogs, journaux en ligne, forums ou place de marché se consacrent entièrement au domaining. 